# فاطمة جاسم
فاطمة جاسم، ممثلة إماراتية، مواليد 13 ديسمبر1977 بمدينة الشارقة

## حياتها
بدأت مشوارها الفني في التلفزيون بمسلسل الداية عام 2008 مع الفنانة حياة الفهد، اشتهرت بأداء الأدوار الكوميدية وعملت بين التلفزيون والمسرح ببرامج ومسلسلات ومسرحيات عدة.من أشهر أعمالها، مسلسل" شبيه الريح" ومسلسل "ريح الشمال". حصلت الفنانة فاطمة جاسم على جائزة أفضل ممثلة من مهرجان أيام الشارقة المسرحية، وذلك عن مسرحية "بهلول"عملت مع العديد من النجوم أمثال خلف الحربي، وآلاء شاكر.

## أعمالها الفنية
للفنانة فاطمة جاسم العديد من الأعمال الغنية ، والتي تنوعت بين المسلسلات الدرامية والأفلام والبرامج، والتي تتمثل في
- خلف جدار الصمت، فيلم 2021م من تأليف رامي ياسيين وإخراج نهلة الفهد,
- مفتاح القفل، مسلسل، 2020م، من تاليف جاسم الخراز، وإخراج باسم شعبو.بوستر مسلسل العاصوف

بوستر مسلسل العاصوف

- العاصوف( ج2)، مسلسل، 2019م، من تأليف عبدالرحمن الوايلي، وإخراج المثنى صبح.
- سيلفي (ج3) مسلسل، 2017م، من تاليف خلف الحربي، وإخراج أوس الشرقي.
- على قد الحال، مسلسل، 2017م، دور "عائشة" من تأليف باسم الخراز، وإخراج عمر إبراهيم.
- سيلفي (ج2) مسلسل، 2016م ، من تأليف عبدالعزيز المدهش ، وإخراج أوس الشرقي.
- واي فاي(ج4)، برنامج، 2016م، من تأليف بشاير محمد، وإخراج أوس الشرقي
- سيلفي، مسلسل، 2015م، من تأليف خلف الحربي، وإخراج أوس الشرقي.
- شبيه الريح، مسلسل، 2015م، من تأليف جمال سالم، وإخراج بطال سليمان.
- صالح النية، مسلسل، 2015م، من تأليف عبدالرحمن الزرعوني، وإخراج مصطفى رشيد.

- عام الجمر، مسلسل، 2015م، من تاليف يوسف إبراهيم، وإخراج عمر إبراهيم.
- طماشة (ج5) ، مسلسل، 2014م، من تاليف محمد العامري، وإخراج مصطفى رشيد.
- واتس آب أكاديمي، مسلسل سيت كوم، 2014م، من تأليف وإخراج إياد الخزوز.
- واي فاي (ج3) برنامج، 2014م، من تاليف سليمان المنديل، وإخراج أوس الشرقي.

- واي فاي (ج2.)، برنامج، 2013م، من تاليف خلف الحربي، وإخراج أوس الشرقي.
- اليحموم ، مسلسل، 2012م، من تأليف عيسى الحمر، وإخراج مصطفى رشيد.
- ريح الشمال (ج3)، مسلسل، 2012م، من تأليف جمال الصفر، وإخراج مصطفى رشيد.
- الداية، مسلسل، 2008م، دور "أم شعيب"، من تاليف حياة الفهد، وإخراج إياد الخزوز.
- بينا وبينكم، برنامج، 2008م، من إخراج خالد سالم.